# Хасси-Месауд (город)
Хасси-Месауд (араб. حاسي مسعود‎) — город и коммуна в восточной части Алжира, в вилайете Уаргла. Административный центр и единственная коммуна в составе одноимённого округа. Один из центров нефтяной промышленности Алжира.

## Географическое положение
Город находится в центральной части вилайета, в пределах северной части Сахары, на территории нефтяного месторождения Хасси-Мессауд, на расстоянии приблизительно 609 километров (по прямой) к юго-востоку от столицы страны Алжира. Абсолютная высота — 152 метра над уровнем моря.
Коммуна Хасси-Месауд граничит с коммунами Руиссат, Айн-Бейда, Хасси-Бен-Абдаллах, Эль-Хаджира, Мнагер, Тайбет и Эль-Борма, а также с территориями вилайетов Иллизи, Таманрассет и Гардая. Её площадь составляет 71 237 км².

## Климат
Климат города характеризуется как аридный жаркий (BWh в классификации климатов Кёппена). Осадков в течение года выпадает крайне мало (среднегодовое количество — 40 мм). Средняя годовая температура составляет 22,4 °C. Средняя температура самого холодного месяца (января) составляет 10,5 °С, самого жаркого месяца (августа) — 34,3 °С.

## Население
По данным официальной переписи 2008 года численность населения коммуны составляла 45 147 человек. Доля мужского населения составляла 51,2 %, женского — соответственно 48,8 %. Уровень грамотности населения составлял 90,3 %. Уровень грамотности среди мужчин составлял 93,5 %, среди женщин — 86,8 %. 13,8 % жителей Хасси-Месауда имели высшее образование, 22,1 % — среднее образование.

## Транспорт
Через город проходит национальная автодорога N3. К востоку от Хасси-Месуда расположен одноимённый аэропорт.